# Pterostichus humilis
Pterostichus humilis är en skalbaggsart som beskrevs av Thomas Casey. Pterostichus humilis ingår i släktet Pterostichus och familjen jordlöpare. Inga underarter finns listade i Catalogue of Life.